# 143 km (osiedle wiejskie Kołczanowo)
143 km, Gagarino (ros. 143 км, Гагарино) – przystanek kolejowy pomiędzy miejscowościami Koskienicy i Kołczanowo, w rejonie wołchowskim, w obwodzie leningradzkim, w Rosji. Położony jest na linii Wołchow - Murmańsk, przy moście nad Siasiem.